# Calabrese (gruppo musicale)
I Calabrese sono un gruppo musicale horror punk statunitense di Phoenix, Arizona, formato da tre fratelli, Jimmy, Bobby e Davey Calabrese.

## Discografia
- 2003 - Midnight Spookshow
- 2005 - 13 Halloweens
- 2007 - The Traveling Vampire Show
- 2010 - Calabrese III: They Call Us Death
- 2012 - Dayglo Necros
- 2013 - Born with a Scorpion's Touch
- 2015 - Lust for Sacrilege
- 2019 - Flee the Light

## Formazione
- Jimmy Calabrese - basso, voce
- Bobby Calabrese - chitarra, voce
- Davey Calabrese - batteria